# Muggio
Muggio is een plaats en voormalige gemeente in het Zwitserse kanton Ticino en maakt deel uit van het district Mendrisio.
Muggio telt 223 inwoners.

## Geschiedenis
Muggio fuseerde op 25 oktober 2009 met Bruzella, Cabbio, Caneggio, Morbio Superiore en Sagno tot de gemeente Breggia.